# Josef Hübner (slévárna)
Josef Hübner (slévárna) byla firma, která byla v rejstříku firem vedena jako  Pilsdorfer Eisengießerei und Eisenwarenfabrik, Josef Hübner. V názvu firmy je obsažen předmět podnikání (slévárna a výroba železného zboží), tak sídlo firmy: Pilsdorf. Pilsdorf byla osada vedle Pilníkova v okrese Trutnov. I když byl   Pilsdorf v roce 1929 spojen s Pilníkovem, němečtí majitelé ponechali název osady v názvu firmy. Synové Josefa Hübnera Eduard a Wenzel Hübnerovi ponechali v názvu firmy také jméno svého otce.

## Pilsdorfer Maschinenfabrik & Eisengiesserei Wilhelm Klimsch & Co
V Pildorfu existovala firma Pilsdorfer Maschinenfabrik & Eisengiesserei Wilhelm Klimsch & Co., která uváděla adresu: Pilnikau, Böhmen. V její nabídce byly:
- parní stroje s bezpečnostími kotli (provozní tlak 10 atm.)[4] nevyžadující koncesi vhodné pro malé podniky[5]

- velké parní stroje s výkonem až 100 koní
- transmise podle Seberova systému
- mlýnská zařízení jako válcové mlýny s tvrdými litinovými válci, třídící stroje a taráry (fukary) na čištění obilí
- odlitky všech typů a velikostí dle vlastních nebo dodaných modelů
- hoblovací, vrtací a závitové stroje
- ostatní nástroje pro ruční a strojní zpracování železa a dřeva

Na severočeské výstavě průmyslu a obchodu v Teplicích - Šanově vystavovala firma  patentovaný trubkový kotel typu „Cornwall Locomobile"  a stojaté parní čerpadlo.

## Pilsdorfer Maschinenfabrik Ferdinand Wögerers’ Sohne
V Pilníkově založil Ferdinand Wögerer v roce 1872 tkalcovnu hedvábných stuh. V roce 1893 tkalcovnu zdědili jeho synové. V roce 1896 koupili nedalekou slévárnu v Pilsdorfu. Přejmenovali ji na Pilsdorfer Maschinenfabrik Ferdinand Wögerers’ Sohne a nabízeli:
- Parní stroje nejmodernější konstrukce, všech velikostí
- Parní motory bez patentových koncesí
- Parní kotel patentní trubkový kotel s provozním tlakem 10 atm

## Pilsdorfer Eisengießerei und Eisenwarenfabrik Josef Hübner
Předcházející firmu koupil Josef Hübner, který měl v Trutnově velkoobchod se železným zbožím. Josef Hübner (11. září 1846) byl rodák z lužického Senftenbergu a do Trutnova  se přiženil.  Firma nabízela: 
- energeticky úsporná kamna[10]
- plechová kamna s regulací[11]
- plechové žaluzie
- plechový nábytek
- ocelová vrata a dveře
- ocelové konstrukce (dodávka v roce 1911 pro Tippeltbaude v Malé Úpě - minipivovar Trautenberk)
- zábradlí
- válcované železo

#### Obchod se železem
Velkoobchod se železným zbožím se nacházel v Trutnově na Horské ulice č. 16. Výrobky továrny začala prodejna nabízet vedle původního zboží:
- zařízení hotelů a hostinců
- domácí potřeby
- železný a mosazný nábytek
- Weckovy zavařovací přístroje a sklenice
- kamna a sporáky
- zboží továrny Artur Krupp, Bendorf

V roce 1935 si synové Josefa Hübnera jako jeho dědici rozdělili zděděný majetek. Wenzel Hübner si ponechal velkoobchod a Eduard Hübner se stal majitelem továrny v Pilníkově.

## Národní správci
Během odsunu německého obyvatelstva byl deportován i Eduard Hübner. Továrna byla zkonfiskována. Hospodaření s konfiskovaným majetkem měl zajistit národní správce. Rozhodnutím okresní správní komise v Trutnově ze dne 12. července 1945 byl ustanoven František Kříž jako zatímní národní správce firmy „Pilníkovská slévárna a továrna na kovové zboží, J. Hübner“
Rozhodnutím zemského národního výboru v Praze ze dne 11. března 1947 se vymazuje prozatímní národní správce František Kříž a stanovuje Ing. Vladimír Papež národním správcem.
Rozhodnutím zemského národního výboru v Praze ze dne 6. května 1947 se vymazuje národní správce Ing. Vladimír Papež a stanovuje se Ing. Josefa Hlaváček, ředitel firmy Moravia, národní podnik, Mariánské Údolí u Olomouce, národním správcem.
Rozhodnutím zemského národního výboru v Praze ze dne 31. května 1948 vymazuje se národní správce Ing. Josef Hlaváček. Osidlovací úřad v Praze vyjmul dílčím rámcovým plánem ze dne 22. března 1948 z přídělového řízení konfiskovanou majetkovou podstatu podniku firmy Pilníkovská slévárna a továrna na kovové zboží, J. Hübner, Pilníkov, a Fond národní obnovy v Praze provedl  její odevzdání do vlastnictví firmy Moravia, národní podnik, Mariánské Údolí u Olomouce.

## Moravia, národní podnik
Národní podnik Moravia v Mariánském Údolí u Olomouce se prostřednictvím ředitele ujal až v květnu 1947 správy firmy Hübner v Pilníkově u Trutnova. Hospodářský výsledek od ledna 1947 do října 1947 byl o čtvrtě milionu Kčs vyšší než za celý předešlý rok. Tisk připisoval dobré hospodářské výsledky svěření konfiskátu do rukou národního podniku.

## Frigera
Vyhláškou ministra průmyslu ze dne 25. července 1949 se převedla část Moravie, závod v Pilníkově do Frigery, národního podniku.

## Ignis, závody na výrobu průmyslových pecí
I když byl Ignis, závody na výrobu průmyslových pecí Vyhláškou ministerstva průmyslu č. 407 ze dne 30. prosince 1946 sloučen s národním podnikem Českomoravská - Kolben - Daněk, přesto figuroval od roku 1954 jako samostatný národní podnik s několika závody. Jedním závodem Ignisu byl i závod v Pilníkově. Závod v Pilníkově byl podroben kritice kvůli překračování odběru elektrické energie nebo nedodržení dodávek odlitků. Rozhodnutím č. 6/1 ministerstva těžkého strojírenství v Praze ze dne 19. března 1958 podnik zanikl v důsledku sloučení dnem 1. dubna 1958 s podnikem Závody V.I.Lenina, národní podnik, Plzeň.

## Závody Vítězného února
Dne 1. dubna 1958 byl začleněn Ignis s provozovnami v Teplicích, Děčíně, Praze a Pilníkově do Výrobně hospodářské jednotky (VHJ) Závody Vítězného února, Hradec Králové. V roce 1967 byla vytvořena VHJ Chepos z VHJ Královopolská strojírna Brno a VHJ Závody Vítězného února Hradec Králové. Závody Vítězného února se staly kombinátním podnikem, ale slévárna v Pilníkově byla pouhým provozem. Provoz Pilníkov vyráběl odlitky ze šedé litiny do váhy 3 000 kg.
Na začátku roku 1997 nabízela ZVÚ, a. s.Hradec Králové k prodeji výrobní objekt se zastavěnou plochou 24 612 m² a ostatními plochami 17 133 m². To zde pracovalo 130 osob.